# منتخب الأوروغواي لهوكي الحقل للرجال
منتخب الأوروغواي لهوكي الحقل للرجال (بالإسبانية: Selección masculina de hockey sobre césped de Uruguay)‏ هو ممثل الأوروغواي الرسمي في المنافسات الدولية في هوكي الحقل
.